# Villalet
Villalet is een gemeente in het Franse departement Eure (regio Normandië) en telt 84 inwoners (2009). De plaats maakt deel uit van het arrondissement Évreux. Op 1 januari 2016 is Villalet, samen met de belendende gemeente Sylvains-les-Moulins, opgeheven en opgegaan in een nieuw gevormde gemeente, eveneens Sylvains-les-Moulins geheten.

## Geografie
De oppervlakte van Villalet bedraagt 2,3 km², de bevolkingsdichtheid is dus 36,5 inwoners per km².
De onderstaande kaart toont de ligging van Villalet met de belangrijkste infrastructuur en aangrenzende gemeenten.

## Demografie
Onderstaande figuur toont het verloop van het inwonertal (bron: INSEE-tellingen).